# Papilio protenor
Papilio protenor is een vlinder uit de familie van de pages (Papilionidae). De wetenschappelijke naam van de soort is voor het eerst geldig gepubliceerd in 1775 door Pieter Cramer.

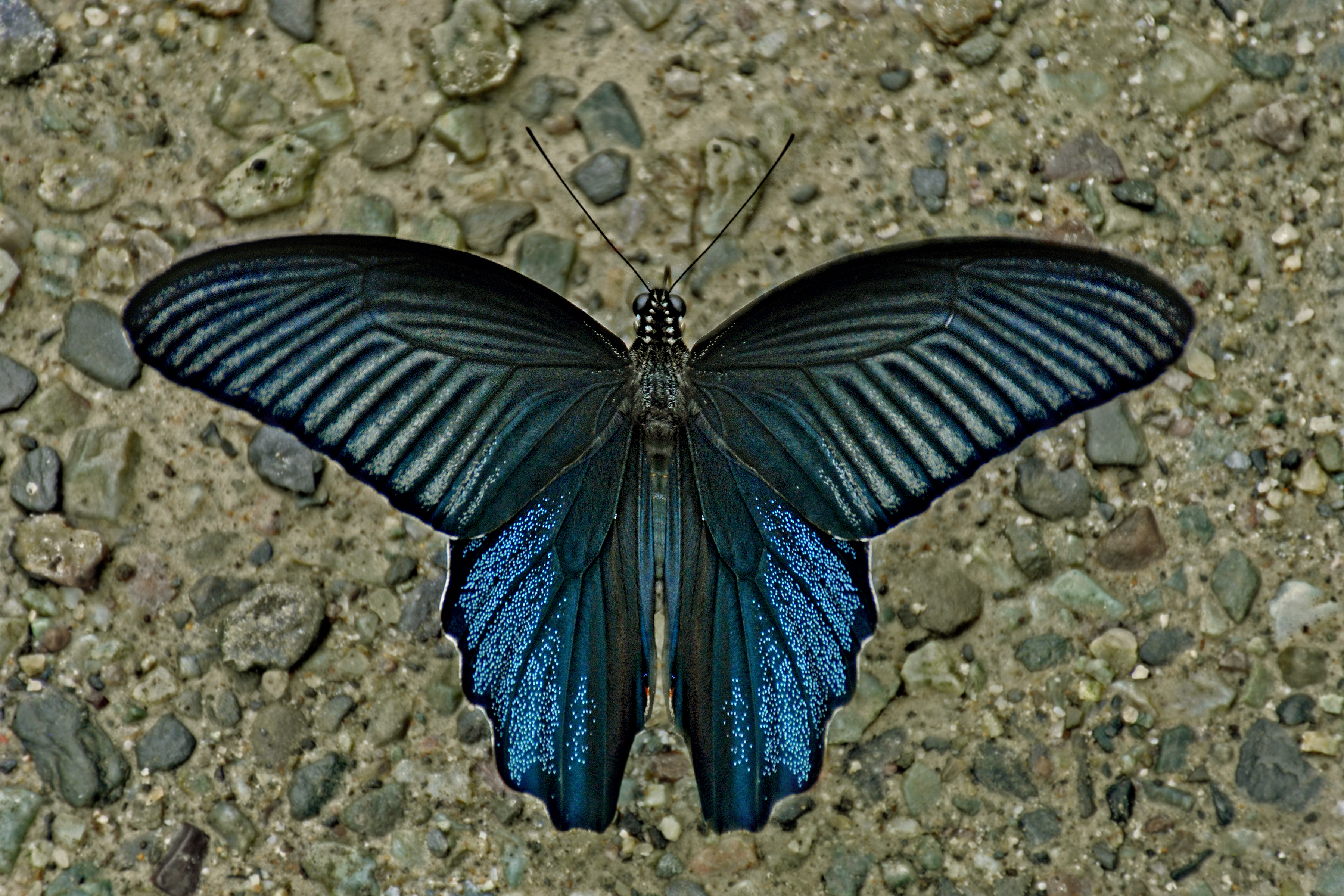